# Atletiek op de Paralympische Zomerspelen 2024 - 800 m mannen T34
De 800 meter voor mannen klasse T34 op de Paralympische Zomerspelen 2024 vond plaats op 1 september (series) en 2 september (finale) in het Stade de France. Deze klasse is voor atleten met cerebrale parese die voornamelijk beperkingen hebben aan hun benen, maar minimale beperkingen of controleproblemen in hun armen en romp. De winnaar van 2020 was Walid Ktila uit Tunesië. Hij werd in 2024 opgevolgd door de Canadees Austin Smeenk, Chaiwat Rattana uit Thailand behaalde het zilver en de Australiër Rheed McCracken won de bronzen medaille.

## Records
Voorafgaand aan het toernooi waren dit de wereldrecords en Paralympische records.
| Wereldrecord        | Canada Austin Smeenk                         | 1:35.39 | Parijs         | 14 juni 2024      |
| Paralympisch record | Verenigde Arabische Emiraten Mohamed Hammadi | 1:40.24 | Rio de Janeiro | 17 september 2016 |

## Series
De eerste drie van beide series kwalificeerden zich direct voor de finale. Van de overgebleven atletes kwalificeerden bovendien de twee snelsten zich voor de finale.

#### Serie 1
| Rang | Naam            | Naam | Tijd    | Bijz. |
| ---- | --------------- | ---- | ------- | ----- |
| 1    | Wang Yang       | CHN  | 1:38.57 | Q, PR |
| 2    | Chaiwat Rattana | THA  | 1:38.61 | Q     |
| 3    | Ali Radi Arshid | QAT  | 1:40.36 | Q     |
| 4    | Rheed McCracken | AUS  | 1:41.51 | q     |
| 5    | Isaac Towers    | GBR  | 1:42.62 | q     |
| 6    | Mohamad Othman  | UAE  | 1:44.88 |       |

### Serie 2
| Rang | Naam           | Naam | Tijd     | Bijz. |
| ---- | -------------- | ---- | -------- | ----- |
| 1    | Walid Ktila    | TUN  | 01:44.60 | Q     |
| 2    | Austin Smeenk  | CAN  | 01:44.91 | Q     |
| 3    | Roberto Michel | MRI  | 01:46.17 | Q     |
| 4    | Gong Wenhao    | CHN  | 01:46.19 |       |
| 5    | Henry Manni    | FIN  | 01:46.27 |       |

## Finale
| Rang   | Naam            | Naam | Tijd    | Bijz. |
| ------ | --------------- | ---- | ------- | ----- |
| Goud   | Austin Smeenk   | CAN  | 1:39.27 |       |
| Zilver | Chaiwat Rattana | THA  | 1:39.48 |       |
| Brons  | Rheed McCracken | AUS  | 1:40.13 |       |
| 4      | Wang Yang       | CHN  | 1:40.14 |       |
| 5      | Walid Ktila     | TUN  | 1:41.07 |       |
| 6      | Isaac Towers    | GBR  | 1:41.68 |       |
| 7      | Ali Radi Arshid | QAT  | 1:41.84 |       |
| 8      | Roberto Michel  | MRI  | 1:42.17 | SB    |